# عرس السفلى (حجر)
'

تعديل مصدري - تعديل

عرس السفلى هي إحدى قرى عزلة الجول بمديرية حجر التابعة لمحافظة حضرموت، بلغ تعداد سكانها 179 نسمة حسب تعداد اليمن لعام 2004.